# Jacques Forgeas
Jacques Forgeas est un romancier, dramaturge et scénariste français.

## Biographie
Ancien élève du collège Jules-Michelet d'Angoulême, Jacques Forgeas devient, après une courte carrière de professeur de lettres et un premier roman noir publié en 1982, dialoguiste et scénariste chez Gaumont, où il dirige le comité de lecture des scénarios. 
Son domaine préféré est l'histoire. Il écrit des documentaires historiques, il signe des films biographiques pour la télévision française et il écrit des romans historiques. 
En 2013, sa première pièce de théâtre, Le Corbeau et le Pouvoir, est mise en scène au Lucernaire à Paris. 
En 2016, au théâtre Le Ranelagh, sera créée L'Adieu à la scène, Racine VS La Fontaine, repris au OFF17 et OFF18 à Avignon. 
En 2023, L’Armoire à poésie est créée durant le OFF23 à Avignon au théâtre L’Oriflamme.

## Œuvres

### Romans
- 1982 : Caméra-carnage, Engrenage no 42 éditions Fleuve noir
- 2002 : Le Manteau de plumes, Éditions Plon
- 2009 : Le Jumeau de l'empereur, Éditions Robert Laffont 2009 (nommé pour le Grand prix du roman historique 2009)
- 2025 : Les Fantômes de Versailles, Albin Michel

### Théâtre
- 2013 : Le Corbeau et le Pouvoir [2],[3],[4]
- 2016 : L'adieu à la scène, Racine VS La Fontaine [5]
- 2023 : L’Armoire à poésie

## [6]Filmographie

### Scénariste, dialoguiste

#### Cinéma
- 1989 : Roselyne et les Lions, de Jean-Jacques Beineix
- 1992 : IP5, l'île aux pachydermes, de Jean-Jacques Beineix
- 2006 : Jean de La Fontaine, le défi, de Daniel Vigne

#### Télévision
- 1997 : L'Empire du taureau, de Maurice Frydland, d'après un roman de Catherine Paysan
- 2000 : Un jeune Français, de Michel Sibra, d'après un roman de Philippe Sollers
- 2000 : La Dette, de Fabrice Cazeneuve, d'après un texte d'Erik Orsenna[7],[8]
- 2002 : Rien ne va plus, de Michel Sibra
- 2003 : Vive mon entreprise de Daniel Losset
- 2005 : Trois jours en juin[9], de Philippe Venault, d'après le roman Un pont sur la Loire de Frédéric H. Fajardie
- 2006 : Jeanne Poisson, marquise de Pompadour, de Robin Davis
- 2007 : Jean de La Fontaine, fidèle et rebelle, documentaire de Daniel Vigne
- 2008 : Clara, une passion française, de Sébastien Grall[10]
- 2011 : Saïgon, l'été de nos 20 ans, de Philippe Venault [11]
- 2011 : Bas les cœurs, de Robin Davis, d'après le livre homonyme de Georges Darien
- 2011 : Midi et soir, de Laurent Firode
- 2014 : Palace Beach Hôtel, de Philippe Venault